# Lago Gusínoye
El lago Gusínoye (del ruso: Гусиное) es un lago en el sur de la república de Buriatia, en Rusia. Está situado en la cavidad tectónica que separa la cordillera Jambinski al norte y la Monostói al sudeste. Tiene una superficie de 164,7 km² y una profundidad de hasta 28 m. En el lago desembocan los ríos Zagustái en el norte y el Tsagán-gol, distributario del Témnik en el sur. Del lago fluye el río Bain-gol. Se hiela a finales del octubre-comienzos de noviembre, se deshiela a mediados de mayo.

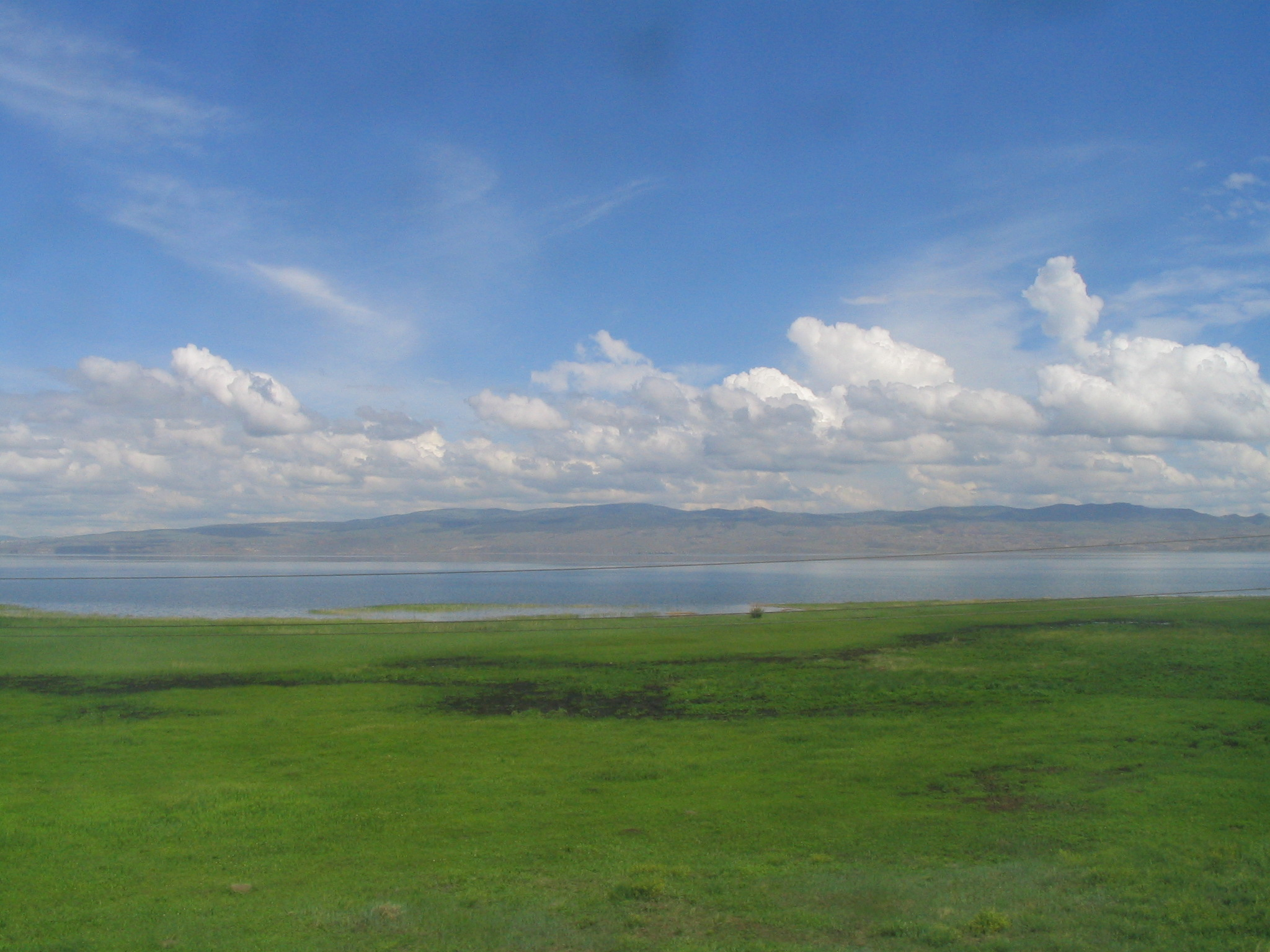
Vista del lago

La abundancia de gansos en la isla Oseredysh ha dado su nombre al lago. En el día de hoy la isla se ha sumergido bajo el agua. Tampoco hay la misma abundancia de gansos. En los recuerdos del decembrista Nikolái Bestúzhev (hermano de Aleksandr Aleksándrovich Bestúzhev) se mencionan dos lagos entre los que había un istmo estrecho en el que se encontraba la isleta, adonde llegaban gansos y cisnes.
En las orillas del lago están situadas las ciudades de Gusinooziorsk, y las localidades de Baraty y Gusínoye Ózero, servidos por la estación Murtói. En el lago se encuentran las siguientes variedades de pescado: perca, rutilo, lucio, carasio y ido. 
La ecología del lago está amenazada por la central energética de Gusinooziorsk y la mina de carbón Jolboldzhinski.
Los primeros estudios sobre el lago fueron publicados en 1854.